# Cádiz CF
Cádiz Club de Fútbol is een Spaanse voetbalclub uit de stad Cádiz. Het thuisstadion is het Estadio Ramón de Carranza. Vanaf het seizoen 2023/24 speelt Cádiz CF in de Segunda División A.

## Geschiedenis
Cádiz wordt opgericht in 1910 en debuteert in het seizoen voor de Spaanse burgeroorlog uitbreekt (1935/36) in de Segunda División A. In 1939 komt de club bij de herstart wederom uit in deze divisie. In 1943 degradeert Cádiz naar de Tercera División en keert pas meer dan 10 jaar later terug in de Segunda División A. Gedurende meer dan 20 jaar speelt de club op dit niveau (op één seizoen in de Tercera División na) alvorens te promoveren naar de Primera División in 1977, 1981 en 1983. Daarna volgde drie keer eveneens degradatie. Vanaf het seizoen 1985/86 tot en met 1992/93 acteerde de club acht jaar achter elkaar in de Primera División waarin het altijd vocht tegen degradatie. Na de degradatie uit de hoogste divisie in 1993 daalde de club het jaar daarop zelfs af na de Segunda División B waar het vervolgens negen jaar verblijft. In 2003 keert de club weer terug naar de Segunda División A en twee jaar later promoveert het wederom naar de hoogste Spaanse voetbalafdeling. Ook nu duurt het optreden niet langer dan een jaar. In 2008 degradeert Cádiz CF nogmaals, ditmaal naar de Segunda B. De club werd in 2009 kampioen van de regionale groep 4 van de Segunda B en promoveerde via de play-offs naar de Segunda División A. In 2010 degradeert Cádiz CF weer naar de Segunda B. In 2016 keert de club terug op het tweede niveau. In 2020 promoveerde de club terug naar de Primera División.  Het zou er vier seizoenen vertoeven, waarna een achttiende plaats inhield dat de ploeg weer vanaf seizoen 2024-25 in de Segunda A speelt.
De hoogst behaalde positie ooit is een 12e plaats in de Primera División. Met seizoen 2023-24 meegeteld, heeft de club 57 jaar in het professionele voetbal doorgebracht, 13 jaar in de Primera División en 41 jaar op het tweede niveau van het Spaanse voetbal.

## Erelijst
- Segunda División A

2004/05, 2019/20
- Segunda División B

2000/01, 2008/09
- Tercera División

1954/55 en 1969/70
- Trofeo de Carranza

1981/82, 1985/86, 1986/87, 1993/94, 1994/95, 2006/07, 2011/2012

## Eindklasseringen
- 1940 1e
Segunda División
- 1941 8e
Segunda División
- 1942 3e
Segunda División
- 1943 7e
Segunda División
- 1944 10e
Tercera División
- 1945 1e
1e regionaal
- 1946 8e
Tercera División
- 1947 2e
Tercera División
- 1948 5e
Tercera División
- 1949 5e
Tercera División
- 1950 8e
Tercera División
- 1951 8e
Tercera División
- 1952 4e
Tercera División
- 1953 3e
Tercera División
- 1954 3e
Tercera División
- 1955 1e
Tercera División
- 1956 14e
Segunda División
- 1957 12e
Segunda División
- 1958 10e
Segunda División
- 1959 7e
Segunda División
- 1960 14e
Segunda División
- 1961 4e
Segunda División
- 1962 10e
Segunda División
- 1963 4e
Segunda División
- 1964 7e
Segunda División
- 1965 14e
Segunda División
- 1966 12e
Segunda División
- 1967 8e
Segunda División
- 1968 5e
Segunda División
- 1969 18e
Segunda División
- 1970 1e
Tercera División
- 1971 12e
Segunda División
- 1972 16e
Segunda División
- 1973 7e
Segunda División
- 1974 5e
Segunda División
- 1975 5e
Segunda División
- 1976 13e
Segunda División
- 1977 2e
Segunda División
- 1978 18e
Primera División
- 1979 8e
Segunda División
- 1980 8e
Segunda División
- 1981 2e
Segunda División
- 1982 16e
Primera División
- 1983 2e
Segunda División
- 1984 16e
Primera División
- 1985 2e
Segunda División
- 1986 15e
Primera División
- 1987 18e
Primera División
- 1988 12e
Primera División
- 1989 15e
Primera División
- 1990 15e
Primera División
- 1991 18e
Primera División
- 1992 18e
Primera División
- 1993 19e
Primera División
- 1994 2e
Segunda División
- 1995 10e
Segunda División B
- 1996 6e
Segunda División B
- 1997 7e
Segunda División B
- 1998 3e
Segunda División B
- 1999 5e
Segunda División B
- 2000 12e
Segunda División B
- 2001 1e
Segunda División B
- 2002 7e
Segunda División B
- 2003 4e
Segunda División B
- 2004 7e
Segunda División
- 2005 1e
Segunda División
- 2006 19e
Primera División
- 2007 5e
Segunda División
- 2008 20e
Segunda División
- 2009 1e
Segunda División B
- 2010 19e
Segunda División
- 2011 4e
Segunda División B
- 2012 1e
Segunda División B
- 2013 13e
Segunda División B
- 2014 4e
Segunda División B
- 2015 1e
Segunda División B
- 2016 4e
Segunda División B
- 2017 5e
Segunda División
- 2018 6e
Segunda División
- 2019 7e
Segunda División
- 2020 2e
Segunda División
- 2021 12e
Primera División
- 2022 17e
Primera División
- 2023 14e
Primera División
- 2024 18e
Primera División
- 2025 13e
Segunda División

- Primera División
- Segunda División
- Segunda División B
- Tercera Federación
- 1e regionaal

## Bekende (oud-)spelers
- Bobby Adekanye
- Lucas Bijker
- Oscar Dertycia
- Jorge González
- Daniel Güiza
- Aleksandar Ilić
- Kiko
- Migueli
- Pepe Mejías
- Carmelo Navarro
- Álvaro Negredo
- Abraham Paz
- József Szendrei
- Diego Tristán

1 Gil ·
2 Zaldúa ·
3 Fali ·
4 Alcaraz ·
5 Chust ·
6 San Emeterio ·
7 Sobrino ·
8 Á. Fernández  ·
9 Martí ·
10 Ocampo ·
11 Recio ·
12 Kouamé ·
13 Caro ·
14 Kovačević ·
15 Mwepu ·
16 Ramos ·
17 Escalante ·
18 Matos ·
19 De la Rosa ·
20 Carcelén ·
21 Alarcón ·
22 Ontiveros ·
23 C. Fernandéz ·
24 Glauder ·
25 Melendo ·
33 Cabrera ·
Coach: Garitano
Albacete Balompié ·
UD Almería .
FC Andorra .
Burgos CF ·
Cádiz CF .
CD Castellón .
AD Ceuta FC .
Córdoba CF .
Deportivo La Coruña ·
SD Eibar · 
Sporting de Gijón ·
Granada CF .
SD Huesca ·
UD Las Palmas .
CD Leganés .
Cultural Leonesa .
Málaga CF .
CD Mirandés ·
Racing de Santander ·
Real Sociedad B .
Real Valladolid .
Real Zaragoza
Algeciras CF ·
Atlético Sanluqueño CF ·
Betis Deportivo Balompié ·
Cádiz B · 
Córdoba CF ·
CD El Ejido 2012 ·
Club Recreativo Granada ·
Las Palmas B ·
Linares Deportivo ·
Linense · 
CF Lorca Deportiva ·
Marbella FC · 
CD Marino ·
Real Murcia ·
UCAM Murcia CF ·
Recreativo Huelva ·
San Fernando CD ·
Sevilla Atlético ·
UD Tamaraceite ·
Yeclano Deportivo